# Tenalla
|  | No s'ha de confondre amb tenalles. |

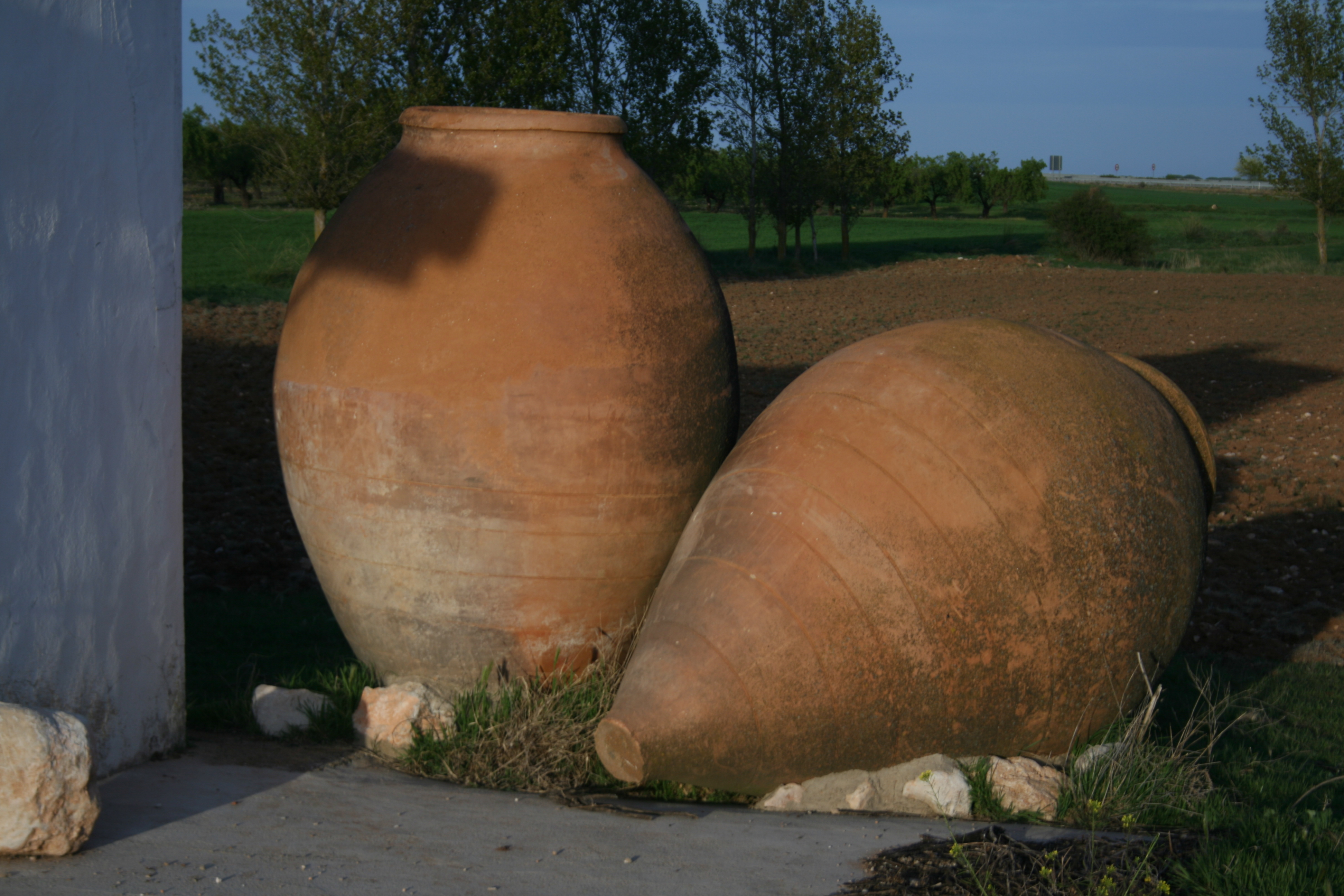
Tenalles de vi a Pozoamargo (Conca)

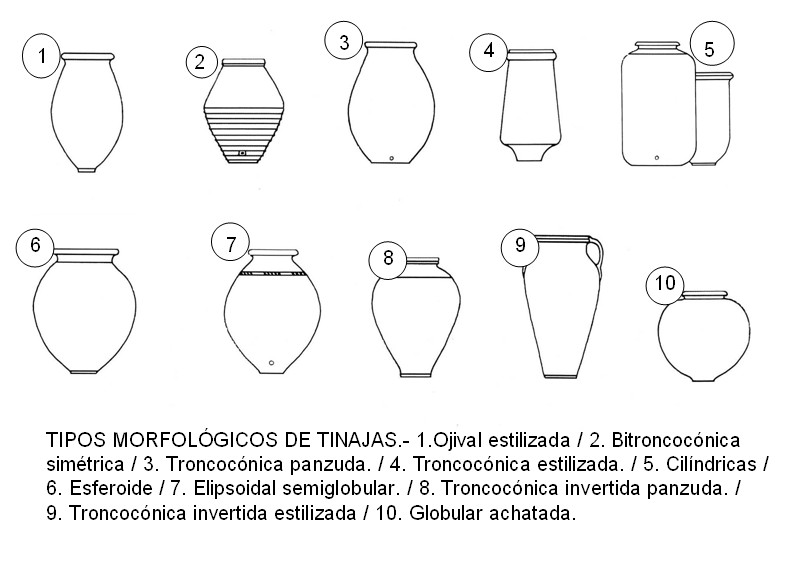
Diferents tipus de tenalles

Una tenalla (del llatí tina), alfàbia a Mallorca i Menorca, és un recipient de fang amb forma d'atuell de perfil ovalat, boca i peu estrets i en general sense nanses. La tenalla gran, més profunda i panxuda, ha estat tradicionalment utilitzada per emmagatzemar vi, i els exemplars mitjans per a oli i grans de cereal. Les més petites poden estar parcialment o totalment vidriades i utilitzar-se per a tota mena de líquids i llavors, així com en la matança del porc.